# Graviera
Graviera (griechisch Γραβιέρα) ist ein Hartkäse, der in ganz Griechenland bekannt ist und in vielen Gegenden des Landes hergestellt wird. 
Der Graviera Kretas wird im Gegensatz zu anderen Graviera-Arten entweder ausschließlich aus Schafsmilch oder unter Beimischung von Ziegenmilch zubereitet. Kuhmilch findet keine Verwendung. Neben Kefalotiri ist er einer der meistverwendeten Hartkäsearten (siehe auch Kefalograviera). Alt und gereift kann er auch gut gerieben werden, zum Beispiel über Salate oder Nudelgerichte.
Die auf den Ionischen Inseln hergestellte Graviera kommt dem Schweizer Greyerzer sehr nahe, was als Hinweis auf eine schweizerische Herkunft und spätere Variation des Käses gedeutet werden kann.